# Стан (Кадуйский район)
Стан — деревня в Кадуйском районе Вологодской области.
Входит в состав Никольского сельского поселения, с точки зрения административно-территориального деления — в Никольский сельсовет.
Расположена на левом берегу реки Шулма. Расстояние по автодороге до районного центра Кадуя — 25 км, до центра муниципального образования села Никольское — 1 км. Ближайшие населённые пункты — Анненская, Завод, Лукьяново, Никольское, Новое, Пречистое, Смешково, Туровино, Фадеево, Чурово.
По переписи 2002 года население — 104 человека (49 мужчин, 55 женщин). Преобладающая национальность — русские (95 %).